# Yanagawa
Yanagawa (柳川市 Yanagawa-shi?) es una ciudad localizada en Fukuoka, Japón.
A partir de 2009, la ciudad tiene una población de 72.981 y una densidad de 949,04 personas por km². La superficie total es de 76,90 km².

## Historia
En los años 1600-1871, la ciudad de Yanagawa fue el centro del han de Yanagawa perteneciente a las familias Samurai de Tanaka y Tachiban.
Yanagawa recibió el estatus de ciudad el 1 de abril de 1952.
El 21 de marzo de 2005, la ciudad de Yamato and Mitsuhashi, ambos del Distrito de Yamato, se fusionaron en Yanagawa.

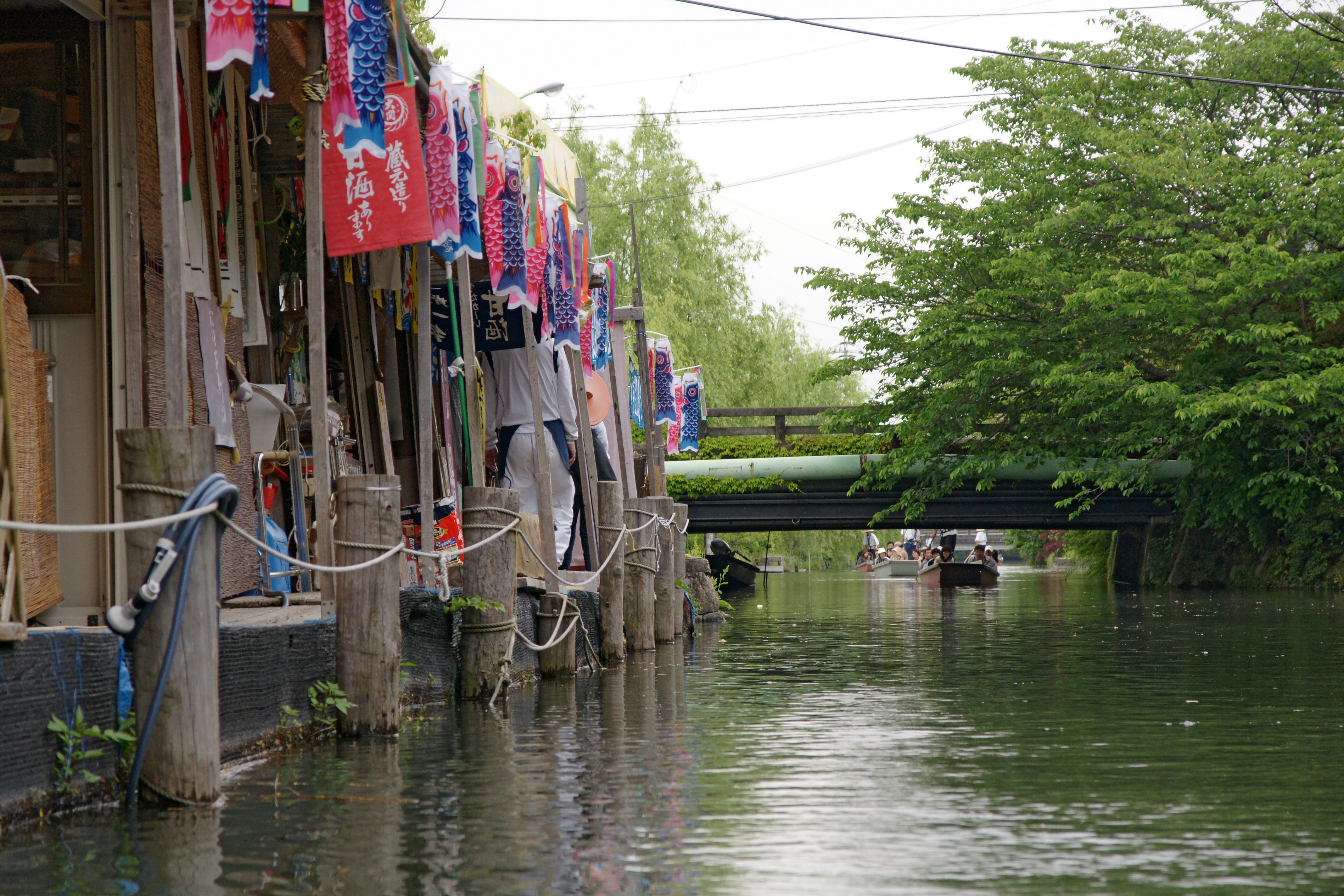
Yanagawa, prefectura de Fukuoka, Japón